# 싸이언 프로
싸이언 프로(CYON Pro)는 LG전자가 2009년 11월 2일에 출시한 휴대 전화이다.